# 1899 en Lorraine
Chronologie de la Lorraine
- 1895
- 1896
- 1897
- 1898
- 1899
- 1900
- 1901
- 1902
- 1903

Cette page est une liste d'événements qui se sont produits durant l'année 1899 en Lorraine.

## Événements

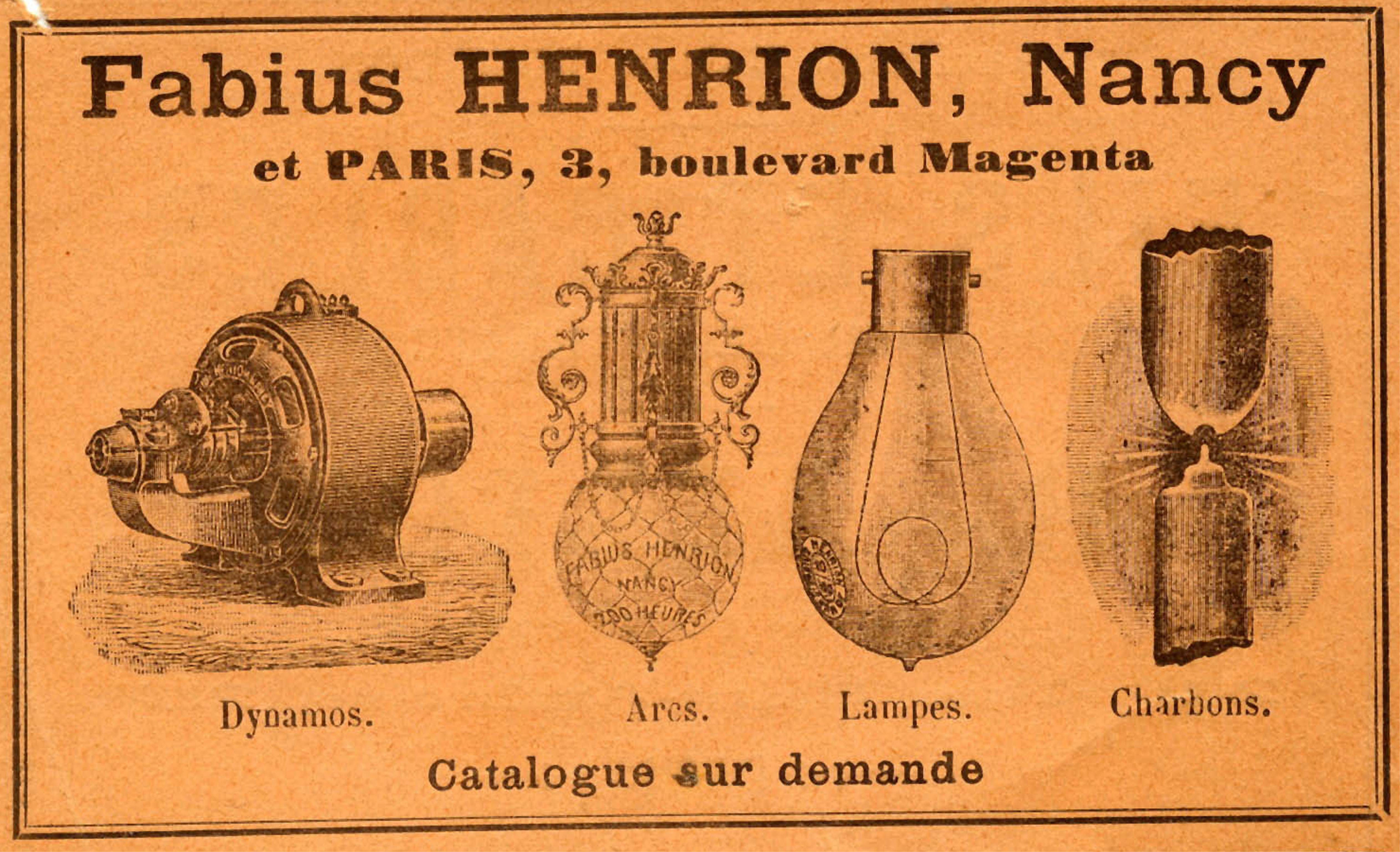
Publicité de l'entreprise Fabius Henrion, Nancy (1899)

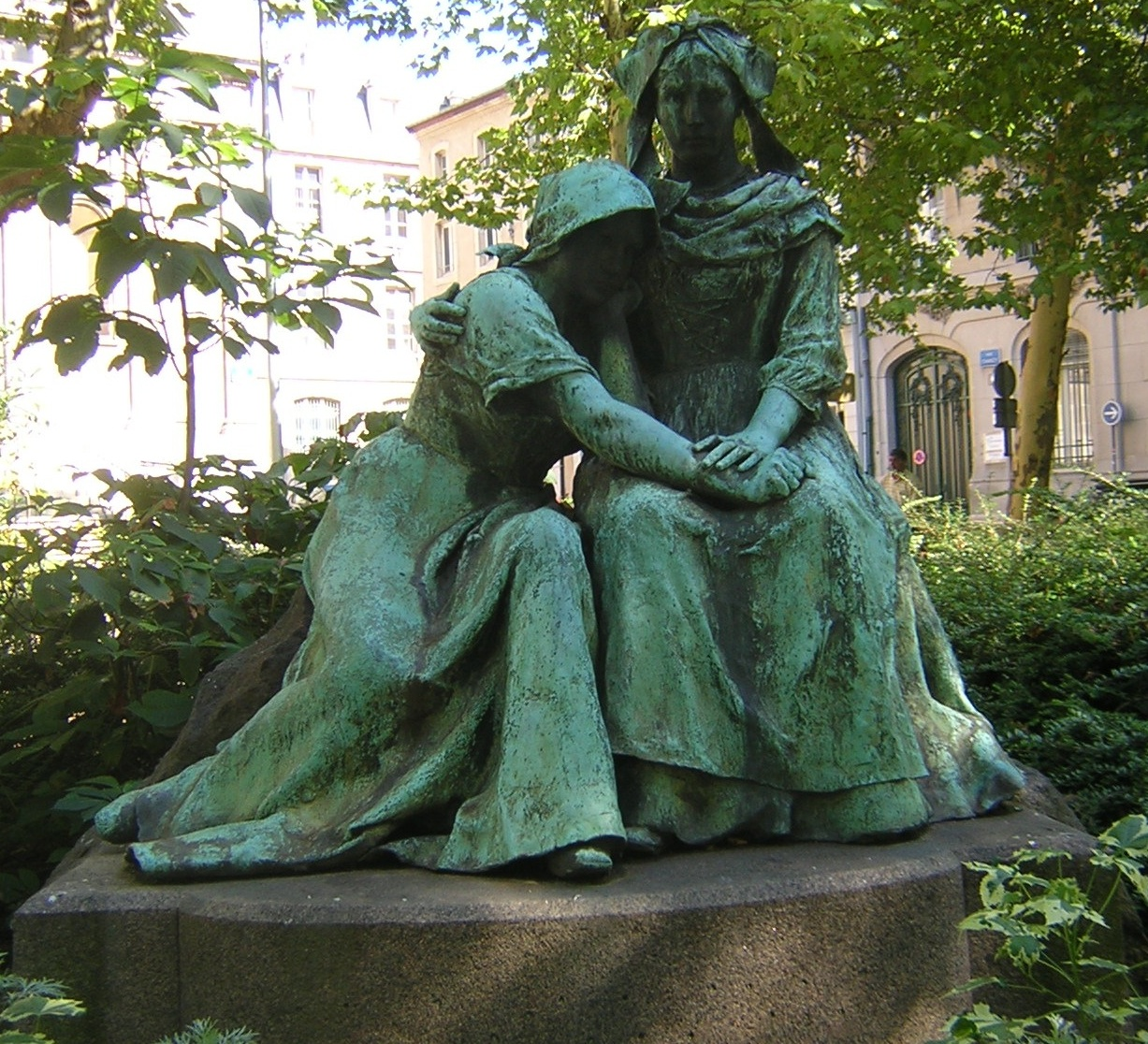
Le souvenir par Paul Dubois

- Dès le début de l'année, les premiers bâtiments de la Compagnie générale électrique (Nancy) sont achevés[1], implantés sur une parcelle de 47 000 m2, qui est bornée par la rue Oberlin et le canal de la Marne au Rhin (achevé en 1853) d'une part, et la voie ferrée (axe Paris-Strasbourg) d'autre part. Ces bâtiments sont: 
  - le bâtiment administratif,
  - l'atelier de montage, dont le volume principal est équipé d’un pont roulant d'une capacité de cinq tonnes,
  - le magasin,
  - la chaufferie,
  - la salle des machines, séparée du hall de montage puisque ce dernier est électrifié, il n'y a donc pas d'arbre de transmission mécanique.
- Début de la construction de l'Imprimerie Royer, chantier dirigé par Lucien Weissenburger[2].
- Paul Dubois sculpte le Souvenir pour commémorer l'annexion de l'Alsace-Lorraine par l'Allemagne, lors de la guerre de 1870. Ce groupe est situé place André-Maginot, à Nancy, devant le temple protestant[3].
- 8 février : Aloïs Zuckermeyer, violeur et meurtrier d'une fillette de 7 ans est guillotiné sur la place de la Tour-Carrée à Remiremont[4],[5].

## Inscriptions ou classements aux titre des monuments historiques
- Dans les Vosges : Église Notre-Dame de Relanges[6]

## Naissances

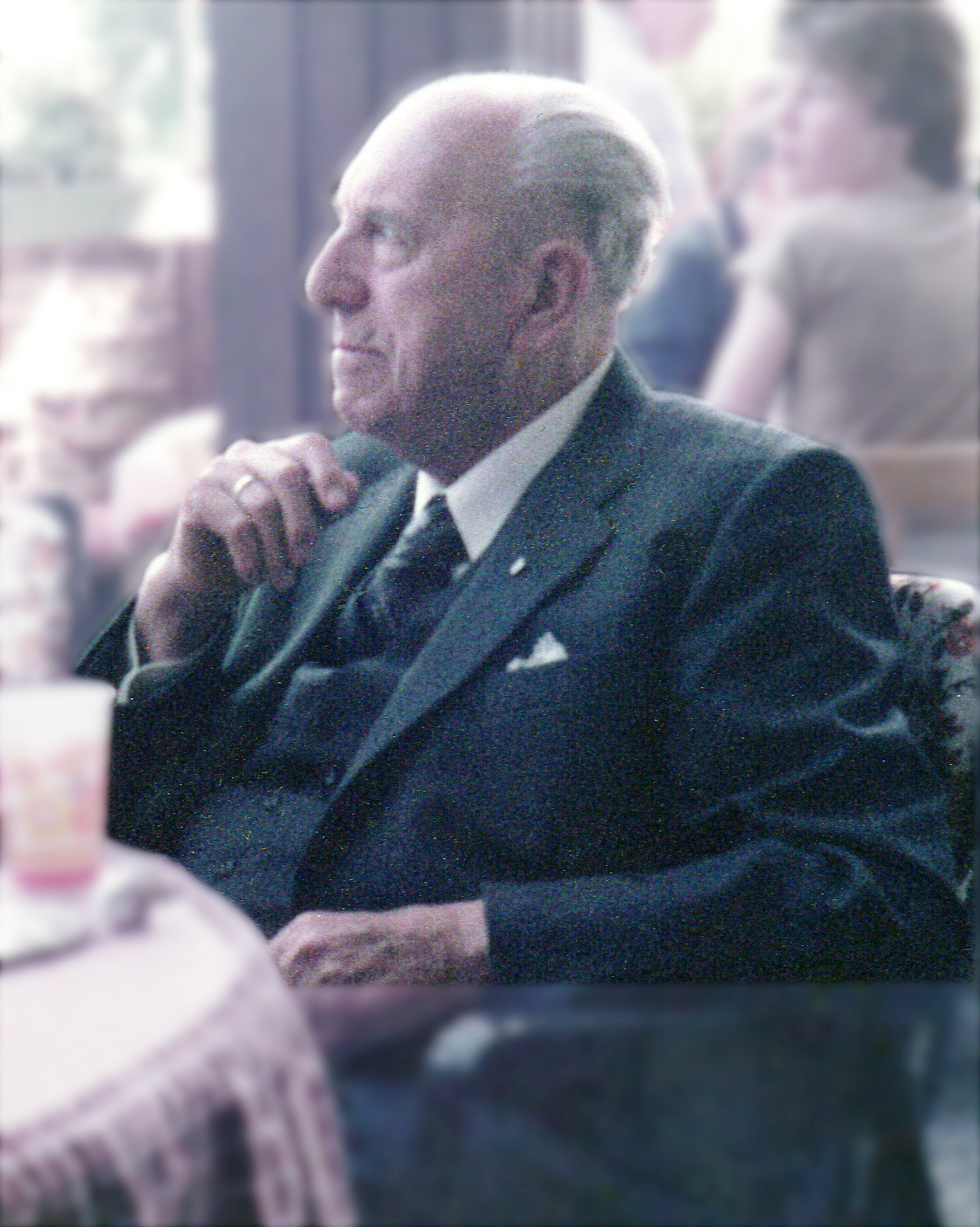
Albert magnus en 1982

- 12 janvier à Algrange : Josef Wagner (décédé le 22 avril 1945), homme politique du NSDAP. Il fut Gauleiter de Sud-Westphalie, et Gauleiter de Silésie[7]. Il est l'auteur de plusieurs ouvrages d'économie politique[8].
- 17 janvier à Ville-sur-Illon : Paul Hoenen, mort le 17 juillet 1975 à Saint-Georges-les-Landes[9], footballeur français évoluant au poste d'attaquant.
- 17 février à Metz : Willi Kalmes[10] (décédé le 26 octobre 1993), entrepreneur allemand. Il a reçu la Bundesverdienstkreuz en 1963.
- 20 février à Moyeuvre-Grande : Nikolaus Selzner ({décédé le 21 juin 1944), député allemand[11]. Député NSDAP au Reichstag à partir de 1932, il fut commissaire général du district de Dnjepropetrowsk en Ukraine de 1941 à 1944.
- 25 février à Metz :  Leo Weisgerber (décédé le 8 août 1985, Bonn), linguiste allemand, spécialisé dans les langues celtiques.
- 22 mars à Metz : Hans Wilhelm Bansi (décédé en 1982), professeur de médecine allemand. Ses recherches en endocrinologie ont porté en particulier sur la glande thyroïde.
- 10 avril à Metz : Max Braubach, mort le 21 juin 1975 à Bonn, historien allemand. Il travailla principalement sur l’histoire des Temps modernes, en Rhénanie-Westphalie.
- 17 avril à Metz : Franz Curt Fetzer (décédé en 2000), secrétaire général de la Fédération de l'industrie autrichienne de 1961 à 1970.
- 15 juin à Metz : Herbert Gundelach (décédé en 1971) est un général allemand de la Seconde Guerre mondiale. Il reçut la Deutsches Kreuz en or en 1942 et fut Chef des Generalstabes à l’'état-major du XXVIIIe Armeekorps en 1944.
- 1 juillet à Metz : Wilhelm Heidrich (décédé en 1965), architecte allemand. Actif en Rhénanie-Palatinat et Mecklembourg-Poméranie-Occidentale, il dirigea les travaux du projet immobilier « Prora ».
- 9 juillet à Metz-Sablon : Anny Wienbruch (décédée le 14 juillet 1976 à Kierspe), femme de lettres allemande. Elle a écrit près de quatre-vingts ouvrages, des livres pour enfants, mais aussi des romans, des récits, des contes, des poèmes et des chansons[12].
- 10 août à Nancy : Jean Thiry, mort le 27 janvier 1980 à Vandœuvre-lès-Nancy[13], écrivain, historien et biographe français[14].
- 10 septembre à Flavigny-sur-Moselle : Hubert Meyer, mort le 8 septembre 1978 à Saintes[15], officier de marine français, commandant de marine au moment de la poche de La Rochelle, qui a terminé sa carrière militaire comme contre-amiral.
- 14 septembre à Montigny-les-Metz : Joachim-Friedrich Lang, (décédé en 1945), général de brigade allemand de la Seconde Guerre mondiale. Il a reçu la très convoitée Croix de chevalier de la Croix de fer en 1943 et fut tué au combat le 16 avril 1945 à la tête de la 95e Infanterie-Division.
- 26 septembre à Bar-le-Duc : Maurice Parisot, mort le 6 septembre 1944 à Toulouse, résistant français, fondateur et chef du Bataillon de guérilla de l'Armagnac[16].
- 10 octobre à Metz : Albert Magnus[17] (décédé en 1985), personnalité politique allemande de Rhénanie. Il fut maire de Cochem-Land de 1948 à 1965 et secrétaire CDU de l'arrondissement de Cochem.
- 2 novembre à Raon-l'Étape (Vosges) : Jean Crouzier, homme politique français, décédé le 26 décembre 1970 à Saint-Dié (Vosges).
- 10 novembre à Arnaville : Jeanne Chaton, morte le 18 octobre 1989 à Paris 14e[18], historienne française. Elle a été présidente du comité de rédaction de la Convention sur l'élimination de toutes les formes de discrimination à l'égard des femmes, présidente du comité permanent des ONG à l'UNESCO, déléguée de la France à la commission de la condition de la femme de l'ONU, et présidente de la Fédération internationale des femmes diplômée des universités de 1956 à 1959.
- 5 décembre à Nicey-sur-Aire : René Rousselot, mort le 23 février 1972 à Nicey-sur-Aire, homme politique français.

## Décès

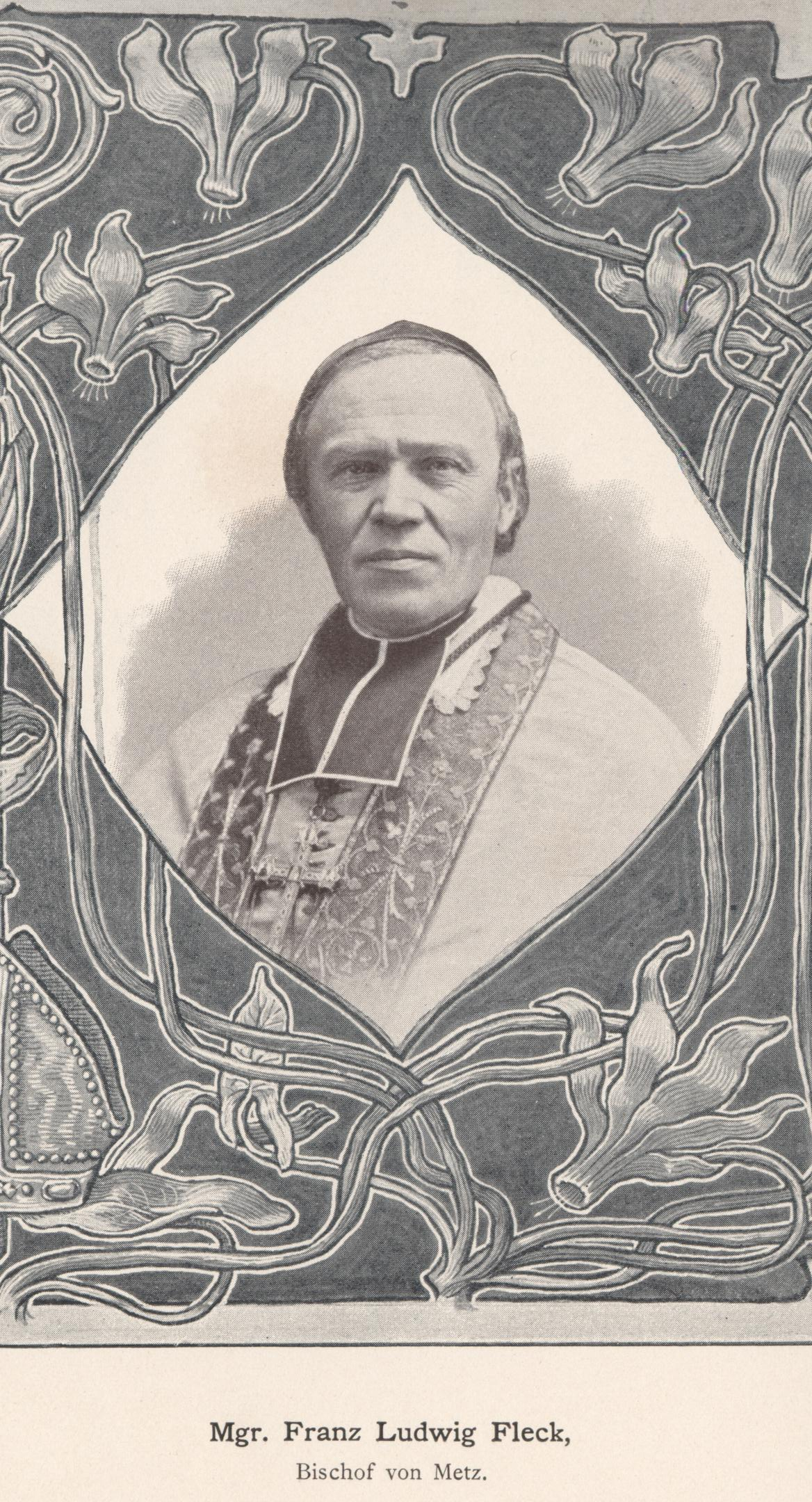
Monseigneur Fleck.

- 14 mars à Lunéville : Émile Erckmann, né le 20 mai 1822 à Phalsbourg, écrivain français.
- 3 mai à Nancy : Émile Adam, né le 28 décembre 1828 à Gros-Réderching, militaire puis homme politique français, maire de Nancy de 1888 à 1892.
- 27 octobre à Metz : François-Louis (Franz-Ludwig) Fleck, né le 8 février 1824 à Niederbronn-les-Bains (Alsace), ordonné évêque le 25 juillet 1881. Il est le centième évêque de Metz de 1886 à 1899.